# 해맞이로 (기장 울주)
해맞이로(Haemaji-ro, 해맞이路, 국가지원지방도 제60호선의 일부)는 부산광역시 기장군 일광읍 원리 좌천삼거리와 울산광역시 울주군 온산읍 당월리 당월삼거리를 잇는 도로이다. 전 구간 왕복 2~4차선으로 이루어져 있으며, 부산광역시 북동부와 울산광역시 남동부 동해안 남북으로 관통한다.

## 역사
- 2009년 7월 10일 : 2개 이상 시·도에 걸쳐 있는 도로로 해맞이로를 고시[1]

## 주요 경유지
부산광역시
- 기장군 (일광읍)

울산광역시
- 울주군 (서생면 - 온산읍)

## 노선
- 연한 파란색(■): 부산광역시도 제9103호선 및 국가지원지방도 제60호선 중복 구간
- 연한 초록색(■): 부산광역시도 제2301호선 중복 구간

### 부산광역시
| 이름            | 접속 노선                                                | 소재지 | 소재지 | 비고 |
| --------------- | -------------------------------------------------------- | ------ | ------ | ---- |
| 좌천삼거리      | 좌천로                                                   | 기장군 | 장안읍 |      |
| (이름 없음)     | 국가지원지방도 제60호선 부산광역시도 제9103호선 (좌해로) | 기장군 | 장안읍 |      |
| 좌광교          |                                                          | 기장군 | 장안읍 |      |
| 임랑 교차로     | 국도 제31호선 (기장 ~ 장안간 도로)                       | 기장군 | 장안읍 |      |
| 임랑1교 임랑2교 |                                                          | 기장군 | 장안읍 |      |
| 임랑삼거리      | 부산광역시도 제2301호선 (일광로)                         | 기장군 | 장안읍 |      |
| (월내역 입구)   | 월내길                                                   | 기장군 | 장안읍 |      |
| 월내교          |                                                          | 기장군 | 장안읍 |      |
| 길천삼거리      | 고무로 길천1길                                           | 기장군 | 장안읍 |      |
| 길천 교차로     | 길천길                                                   | 기장군 | 장안읍 |      |
| 효암삼거리      |                                                          | 기장군 | 장안읍 |      |

### 울산광역시
| 이름                  | 접속 노선                          | 소재지 | 소재지 | 비고 |
| --------------------- | ---------------------------------- | ------ | ------ | ---- |
| 신고리원전교차로      | 천산로                             | 울주군 | 서생면 |      |
| 명산삼거리            | 연산3길                            | 울주군 | 서생면 |      |
| 신리삼거리            | 신리길                             | 울주군 | 서생면 |      |
| 서생체육공원교차로    | 갓재길                             | 울주군 | 서생면 |      |
| 신암삼거리            | 신리길                             | 울주군 | 서생면 |      |
| 서생면사무소교차로    |                                    | 울주군 | 서생면 |      |
| 서생중학교교차로      | 당물길                             | 울주군 | 서생면 |      |
| 간절곶삼거리          | 간절곶2길                          | 울주군 | 서생면 |      |
| (솔개해수욕장)        | 노석골길                           | 울주군 | 서생면 |      |
| 진하천삼거리 (진하교) | 진하해변길                         | 울주군 | 서생면 |      |
| (진하해수욕장우체국)  | 약수터길 진하길                    | 울주군 | 서생면 |      |
| 서생삼거리            | 온양로                             | 울주군 | 서생면 |      |
| 서생교                |                                    | 울주군 | 서생면 |      |
| 온산읍                |                                    | 울주군 |        |      |
| 강양교차로            | 국도 제31호선 (장안 ~ 온산간 도로) | 울주군 |        |      |
| 당월교차로            | 국도 제31호선 (당월로) 공단로      | 울주군 |        |      |

## 주요 건물 및 시설
- 장안파출소 (부산광역시 기장군 장안읍 해맞이로 5)
- 기장문화예절학교 (부산광역시 기장군 장안읍 해맞이로 311-31)
- 서생파출소 (울산광역시 울주군 서생면 해맞이로 867)
- 서생농협 (울산광역시 울주군 서생면 해맞이로 871)
- 서생면사무소, 서생면보건지소 (울산광역시 울주군 서생면 해맞이로 894)
- 울산해양박물관 (울산광역시 울주군 서생면 해맞이로 1251)
- 진하해수욕장우체국 (울산광역시 울주군 서생면 해맞이로 1604)

## 같이 보기
- 고리원자력발전소
- 간절곶